# Christian Keller (læge)
 For alternative betydninger, se Christian Keller. (Se også artikler, som begynder med Christian Keller)
Christian Keller (født 19 oktober 1858 i København, død 8. juni 1934 i Frederiksberg) var en dansk læge.
Keller blev 1875 student fra Borgerdydsskolen i København og bestod 1883 medicinsk embedseksamen. 1884 overtog han efter sin far Johan Kellers død ledelsen af sindssygeanstalten Karens Minde i Hvidovre, og fortsatte at drive den virksomhed faderen startede. 1886 blev han medlem kommissionen for reformering af de danske sindssygeanstalter og medlem af organisationskommissionen for det danske døvstum- og sindssygevæsen, i hvilken han blev en drivende kraft.
1895 blev De Kellerske Anstalter overtaget af staten og fra 1898 til 1899 blev der bygget en ny og større sindssygeanstalt med 700 pladser ved Brejning på sydsiden af Vejle Fjord, med Keller som overlæge og chef og hans bror Johan Keller som rektor. Man efterstræbte en så høj grad af frihed som muligt for de sindslidende, og der blev oprettet landbrug, havebrug, bageri og vandværk. Anstalten blev efterhånden udbygget med en række forskellige bygninger til diverse formål.
Efter samme model grundlagde Keller 1911 også en anstalt åndssvage og ofte kriminelle mænd på Livø i Limfjorden og 1922 en anstalt for ugifte kvinder med en aktiv seksualitet på Sprogø i Store Bælt. Det var Kellers idé att placere disse anstalter på øer. Han fungerede som overlæge for de to anstalter. Keller åbnede yderligere anstalten Ribelund i Ribe. Under tiden fra 1884 frem til hans pensionering 1932 øgedes antallet af pladser på De Kellerske Anstalter fra 207 til 1539.
Christian Keller var en foregangsmand indenfor sindssygeforsorgen. Han begyndte at anvende Alfred Binets intelligenstest allerede i 1905, samme år som det blev publiceret. Han var den første i Danmark som foreslog kastration og Sterilisation af sindslidende. Under påvirkning af den amerikanske eugenik var han initiativtager til Europas første raceracehygiejnske lov, Lov om Adgang til Sterilisation (1929). Keller blev udnævnt til professor i 1892.
Keller giftede sig 1885 med Louise Amalie, født Fick (1857-1935), datter af Christoffer Rudolph Fick (1822-94).